# 슬러시 (눈)

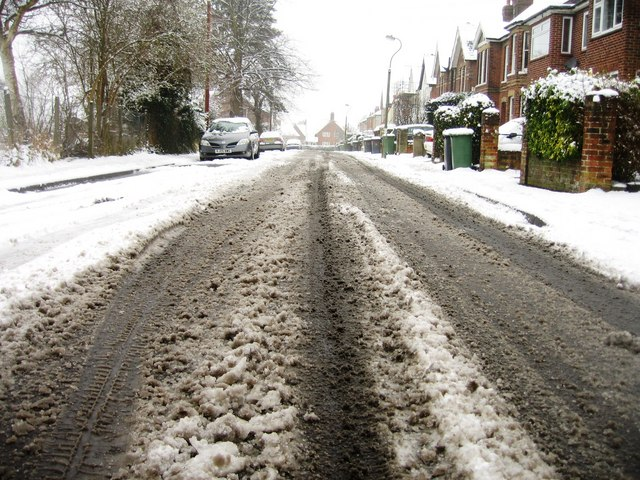

슬러시는 따뜻한 기온이나 화학적 처리에 의해서 유연하고 물기 찬 혼합물로 변형된 지면의 눈 또는 얼음이다.